# Jean-Claude Wicky
Pour les articles homonymes, voir Wicky.
Jean-Claude Wicky est un photographe et réalisateur suisse, né le 28 janvier 1946 à Moutier et mort le 31 juillet 2016 à Bienne.

## Biographie
Après une carrière de footballeur, il voyage dans le monde entier de 1969 à 1975. Au cours de ses voyages, il commence la photographie en autodidacte, au Japon, dans les années 1972-1973.
Jean-Claude Wicky est connu principalement pour son travail sur les mineurs boliviens, réalisé entre 1984 et 2001, paru en 2002 aux éditions Actes Sud à Arles sous le titre Mineros, mineurs de Bolivie. L'exposition Mineros a été présenté au Musée de l'Élysée à Lausanne du 28 novembre 2002 au 26 janvier 2003, ainsi que dans plusieurs villes boliviennes.
Au cours de sa carrière, Jean-Claude Wicky a obtenu deux bourses de la Confédération suisse, une bourse du canton de Berne et le prix de la culture de la ville de Moutier[réf. nécessaire].
Ses œuvres figurent notamment dans les collections de la Confédération suisse, du canton de Berne, du canton du Jura, de la ville de Moutier, de la Fondation suisse pour la photographie, du Musée de l’Élysée à Lausanne, de la bibliothèque du Congrès à Washington D.C. et de l'institut d’art de Minneapolis.

## Distinctions
- 1983: Bourse fédérale des Arts appliqués

## Publications
- Mineros, mineurs de Bolivie, Actes-Sud, 2002, 147 p. (ISBN 978-2-7427-4062-8)

## Films
- 2010 : Tous les jours la nuit